# Damias leptosema
Damias leptosema är en fjärilsart som beskrevs av Turner 1940. Damias leptosema ingår i släktet Damias och familjen björnspinnare. Inga underarter finns listade i Catalogue of Life.